# Harrtjärnarna, Härjedalen
Harrtjärnarna är en sjö i Härjedalens kommun i Härjedalen och ingår i Dalälvens huvudavrinningsområde.